# Erucaria uncata
Erucaria uncata är en korsblommig växtart som beskrevs av Pierre Edmond Boissier, Paul Friedrich August Ascherson och Georg August Schweinfurth. Erucaria uncata ingår i släktet Erucaria och familjen korsblommiga växter. Inga underarter finns listade i Catalogue of Life.